# Газпромбанк лизинг
АО «Газпромбанк Лизинг» — лизинговая компания, которая входит в группу «Газпромбанка». Оказывает услуги финансовой аренды через филиальную сеть «Газпромбанка», которая насчитывает 420 офисов продаж. «Газпромбанк Лизинг» обслуживает ключевые отрасли российской экономики: нефтегазовую, химическую, черную и цветную металлургию, электроэнергетику, машиностроение и металлообработку, транспорт, строительство, связь и др.

## Деятельность
По итогам 2022 года рост нового бизнеса группы «Газпромбанк Лизинг» составил 83% и достиг 417 млрд рублей (без НДС), лизинговый портфель увеличился на 87%, до 865 млрд рублей.

#### Газпромбанк автолизинг
В 2018 году «Газпромбанк Лизинг» вышла на розничный рынок, учредив компанию «Газпромбанк автолизинг», которая оказывает услуги финансовой аренды автотранспорта в сегменте малого и среднего бизнеса. По итогам 2021 года новый бизнес компании составил 56,8 млрд рублей (без учета сделок со спецтехникой), были открыты представительства в 25 российских городах.

#### Carcade
В 2020 году «Газпромбанк Лизинг» закрыла сделку по приобретению у польского инвестфонда Getin Holding компании Carcade (ООО «Каркаде»), специализирующейся на автолизинге. По итогам 2019 года компания Carcade занимала пятое место среди лизинговых компаний в сегменте легковых автомобилей.

#### Участие в госпрограммах льготного лизинга
«Газпромбанк Лизинг» является уполномоченной лизинговой компанией Министерства промышленности и торговли РФ по реализации государственных программ льготного лизинга, а также уполномоченной лизинговой компанией Правительства Республики Беларусь.
Компания участвует в госпрограммах «Автопром», «Лизинговые проекты», «Лизинг строительно-дорожной и коммунальной техники», «Лизинг техники на газомоторном топливе», «Лизинг вертолетов», «Авиализинг», «Лизинг речных и морских судов», «Лизинг с/х техники и оборудования», «Льготный лизинг» (Беларусь).

## История
11 июля 2003 года — основание компании «Газпромбанк Лизинг».

По результатам 2010 года лизинговый портфель компании составил 14,7 млрд руб., объём нового бизнеса составил 12,2 млрд руб.
В 2013 году компания заняла первое место в Топ-20 лизинговых компаний в сегменте нефтедобывающего оборудования.
По итогам 2014 года Газпромбанк Лизинг занял шестое место среди крупнейших российских лизинговых компаний. Объём нового бизнеса составил 24,4 млрд руб., лизинговый портфель — 102,7 млрд руб.
В 2011 году рейтинговое агентство «Эксперт РА» присвоило «Газпромбанк Лизинг» рейтинг кредитоспособности на уровне «А+». Рейтинг несколько раз подтверждался, а в июне 2016 года был отозван.
В 2016 году «Национальное рейтинговое агентство» присвоило «Газпромбанк Лизинг» высший рейтинг качества риск-менеджмента.
По итогам 2019 года «Газпромбанк Лизинг» вошла в пятерку крупнейших российских лизинговых компаний России, объем лизингового портфеля составил 242 млрд руб.
По итогам 2022 года объем нового бизнеса группы компаний «Газпромбанк Лизинг» составил 417 млрд руб. (без учета НДС). Это 1-е место среди крупнейших лизинговых компаний России. Совокупный лизинговый портфель группы составил 865 млрд руб. Это 2-е место на рынке.

## Руководство
Генеральный директор компании «Газпромбанк Лизинг» — Вячеслав Спиров.

## Ежегодная Лизинговая конференция
С 2016 года «Газпромбанк Лизинг» является организатором ежегодной Лизинговой конференции, к участию в которой приглашаются представители бизнес-сообщества, экономисты, финансисты, СМИ, российские и иностранные эксперты.
- 2016 год — Первая Лизинговая конференция «Эффективные инструменты роста»[24][25]:
- 2017 год — Вторая Лизинговая конференция «Конкурентоспособность в условиях меняющихся рынков»[26];
- 2018 год — Третья Лизинговая конференция «Лизинг и Sharing Economy: эпоха цифровой трансформации экономики»[27];
- 2019 год — Четвертая Лизинговая конференция «Стратегии лидеров. Борьба за новые рынки»[23][28].

В 2020 и 2021 годах конференция была отменена из-за пандемии COVID-19.

## Награды и премии
- Премия «Эффективное образование 2022»[29]
- Премия «Лучшие ESG проекты России» в категории «Ответственное потребление и производство» (2022)[30]
- Национальная премия «Лизинговая сделка года» (2021)[31]
- Премия «Финансовая Элита России» в номинации «Гран-при: лизинговая компания года» (2020 год)[32]
- Национальная премия «Лизинговая сделка года» в сегменте авиационного лизинга (2019 год)[33]
- Премия FINAWARD в номинации «За вклад в развитие и инновации на рынке лизинга» (2019 год)[34]
- Премия «Финансовая Элита России» в номинации «Гран-при: лизинговая компания года» (2018 год)[35]
- Диплом «Tagline Awards» «Лучший сайт финансовой компании» (2018 год)[36]
- Премия «Финансовая Элита России» в номинации «Гран-при: лизинговая компания года» (2017 год)[37]
- Премия «Финансовая Элита России» в номинации «Надежность» (2016 год)[38]
- Диплом «Эксперт РА» «Высокая динамика развития» (2012 год)[39]

## Санкции
1 октября 2016 года «Газпромбанк Лизинг» внесена в секторальный санкционный список США как компания, связанная с ранее попавшим под секторальные санкции банком «Газпромбанк». В конце января 2023 года, из-за вторжения России на Украину, Газпромбанк Лизинг внесён в санкционный список Украины.